# Liga Colombiana de Béisbol Profesional 2003-04
La temporada de la Liga Colombiana de Béisbol Profesional 2003-04 fue la 28° edición de este campeonato disputada a partir del 6 de diciembre. Llamado Campeonato Profesional Copa Coolechera por motivos comerciales con el ingreso de dos nuevos equipos Toros de Barranquilla y Leones de Cartagena.

## Sistema de juego
Se disputaron 30 juegos 15 de local y 15 de visitante. El primero clasificó al play off final mientras el segundo y tercero jugaron el pre-play off.

## Equipos participantes
| Equipo                   | Fundación | Departamento | Ciudad       | Estadio                   | Capacidad |
| Caimanes de Barranquilla | 1984      | Atlántico    | Barranquilla | Estadio Tomás Arrieta     | 8 000     |
| Tigres de Cartagena      | 1996      | Bolívar      | Cartagena    | Estadio Once de Noviembre | 12 000    |
| Leones de Cartagena      | 2003      | Bolívar      | Cartagena    | Estadio Once de Noviembre | 12 000    |
| Toros de Barranquilla    | 2003      | Atlántico    | Barranquilla | Estadio Tomás Arrieta     | 8 000     |

## Temporada regular
| Pos | Equipo                   | JG | JP | JJ | AVG. | Dif |
| --- | ------------------------ | -- | -- | -- | ---- | --- |
| 1.  | Leones de Cartagena      | 20 | 10 | 30 | .666 | --- |
| 2.  | Tigres de Cartagena      | 16 | 14 | 30 | .533 | 4,0 |
| 3.  | Caimanes de Barranquilla | 13 | 17 | 30 | .433 | 7,0 |
| 4.  | Toros de Barranquilla    | 12 | 18 | 30 | .400 | 8,0 |

|  | Clasificado al play off final |
|  | Clasificados al pre-play off  |
|  | Eliminados.                   |

## Pre Play Off
Se disputaron 3 juegos para definir al segundo finalista.
| Pos | Equipo                   | JG | JP | JJ | AVG.  | Dif |
| --- | ------------------------ | -- | -- | -- | ----- | --- |
| 1.  | Tigres de Cartagena      | 3  | 0  | 3  | 1.000 | --- |
| 2.  | Caimanes de Barranquilla | 0  | 3  | 3  | 0.000 | 3   |

|  | Clasificado al play off final |
|  | Eliminado.                    |

## Play Off Final
Se disputaron 6 juegos para definir el campeón.
| Pos | Equipo              | JG | JP | JJ | AVG. | Dif |
| --- | ------------------- | -- | -- | -- | ---- | --- |
| 1.  | Tigres de Cartagena | 4  | 2  | 6  | .666 | --- |
| 2.  | Leones de Cartagena | 2  | 4  | 6  | .333 | 2   |

|  | Campeón    |
|  | Subcampeón |

| Colombia                                   |
| Campeón Tigres de Cartagena Segundo título |

## Los Mejores
| Stat                     | Jugador                                     | Total       |
| ------------------------ | ------------------------------------------- | ----------- |
| Porcentaje de bateo (BA) | Ender Gonzalez (TOR) Hamilton Sarabia (LEO) | 0.419 0.371 |
| Hits                     | Edinson De Ávila (CAI                       | 42          |
| Slugger                  |                                             |             |
| Carrera impulsada (RBI)  | Tony Motta (LEO)                            | 35          |
| Carrera anotada (R)      | Armando Villeros (LEO) Adolfo Gómez(TIG)    | 28          |
| Dobles (2B)              | Luis Felipe Urueta (CAI)                    | 12          |
| Triples (3B)             | Tony Motta (LEO)                            | 4           |
| Home run (HR)            | Tony Motta (LEO) John Lindsey (CAI)         | 6           |
| Robo de base (SB)        | Miguel Orozco (TOR)                         | 12          |

| Stat                 | Jugador            | Total         |
| -------------------- | ------------------ | ------------- |
| Juegos ganados (AVE) | Eddie Aucoin (LEO) | 5W-1L (0.833) |
| Efectividad (ERA)    | Tom Parks (TIG)    | 1.38          |
| Ponches (SO)         | Bill Coleman (TOR) | 42            |

### Jugador más Valioso
| Ganador    | Equipo | Pos. |
| ---------- | ------ | ---- |
| Tony Motta | Leones | IF   |

### Novato del año
| Ganador            | Equipo | Pos. |
| ------------------ | ------ | ---- |
| Deivis Rivadeneira | Toros  |      |